# HD 122430 b
HD 122430 b는 거성 HD 122430을 돌고 있는 외계 행성이다. 최소 질량은 목성의 약 3.71배로 슈퍼 목성형으로 분류 가능하다. 모항성으로부터 1.02 천문단위 떨어져 있는데 이는 지구와 태양 거리와 거의 비슷한 값이다. 그러나 어머니 항성이 태양보다 훨씬 뜨겁고 밝기 때문에 b 옆에 외계 위성이 있더라도 표면 온도가 너무 높아 생명체가 살 수는 없을 것으로 보인다. 또한 공전 궤도 자체도 이심률이 매우 높아 항성에 가까울 때는 태양과 수성 거리 정도로, 멀어질 때는 화성 궤도까지 물러난다. 따라서 행성 전체는 극심한 온도 변화를 겪을 것이다. 생명체는 이와 같은 극심한 온도 변화 아래에서는 생존이 어려워진다.
2003년 스페인에서 세티아완 연구진이 시선속도의 변화를 관찰, 이 행성의 존재를 알아냈다.

## 같이 보기
- HD 47536 b
- HD 47536 c

## 참고 문헌
- (영어) Setiawan, J. (2003). “Planets around evolved stars”. 《ARI》: 595–598. 다음 글자 무시됨: ‘2007-12-07’ (도움말)